# Dionisio I de Siracusa

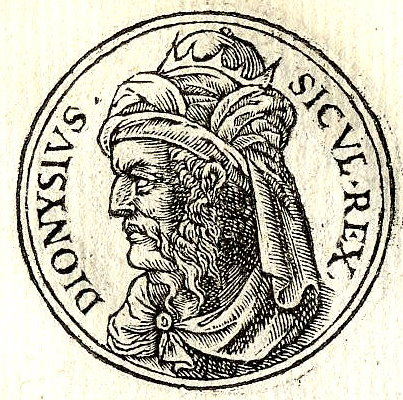
Retrato de Dionisio I hecho por Guillaume Roullé

Dionisio I (en griego antiguo Διονύσιος, Dionýsios, c. 430-367 a. C.), apodado Dionisio el viejo, fue un tirano de Siracusa desde el año 405 a. C. hasta su muerte. Durante su gobierno consolidó el poderío de Siracusa entre las colonias griegas de la Magna Grecia enfrentándose a la influencia de Cartago en Sicilia. A su muerte le sucedió su hijo Dionisio II.

## Toma del poder

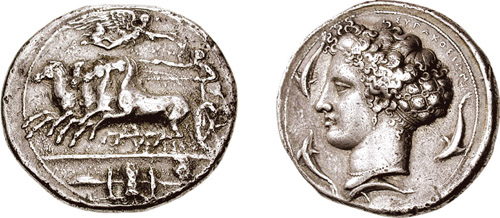
Moneda de Dionisio I c.405

En 406 a. C., los cartagineses, bajo el mando de Aníbal Magón y de Himilcón II, intentaron dominar la totalidad de Sicilia y tomaron Agrigento, abandonada por sus defensores. Un joven siciliano de veintidós años, Dionisio, aprovechó la indignación general para darse a conocer.
Timeo de Tauromenio le describe grande, rubio y pecoso (FGrH 566, F29). Para algunos autores, descendía de una familia nobiliaria, según otros era de baja extracción social — lugar común de la literatura contra los tiranos. La primera hipótesis parece la más verosímil, tanto más cuando Dionisio era familiar del estratego Hermócrates y, según Cicerón, había recibido una buena educación.
En la asamblea siracusana, Dionisio reclamó la condena inmediata y sin juicio de los generales responsables de la caída de Agrigento. La propuesta era ilegal y le fue impuesta una multa, que enseguida fue pagada por Filisto, uno de sus ricos amigos. Dionisio pudo hacer uso de la palabra y convenció al pueblo: los estrategos fueron destituidos y un nuevo colegio fue nombrado en su lugar entre los que figuró Dionisio.
Enseguida, hizo llamar a los ciudadanos desterrados durante el golpe de Estado de Hermócrates. Enviado a Gela para parar el avance cartaginés, estableció una alianza con el lacedemonio Deixipo, comandante de una guarnición de las proximidades. Se volvió también popular apoderándose y revendiendo los bienes de los ricos. El dinero le permitió aumentar el sueldo de sus soldados.

## Consolidación de la tiranía
Al regresar a Siracusa obtuvo de la asamblea la destitución de sus colegas y se hizo nombrar stratêgos autokratôr (strategos único), dotado de plenos poderes. Sin embargo, el pueblo le negó una guardia personal, juzgada propia de tiranos. Dionisio puso en escena un falso atentado contra su persona, a ejemplo del tirano ateniense Pisístrato. Sus tropas le otorgaron 600 guardias de corps, cifra que pronto alcanzó a 1000. Reforzó su posición casándose con la hija de Hermócrates.
Proveniente del servicio público, con grandes dotes de orador, se alzó con el poder de Siracusa en 405 a. C., cuando la ciudad estaba amenazada por un avance de las fuerzas cartaginesas hacia el Este de la isla, desde la base púnica de Motia, situada al oeste de la isla.

## Primera guerra contra Cartago
Consiguió conjurar la amenaza púnica firmando un tratado con Cartago ese mismo año, reconociendo las conquistas púnicas en Sicilia central, lo que le permitió ganar tiempo para fortificar Siracusa, desarrollar máquinas de asalto como la catapulta y reorganizar el ejército y la flota, reuniendo así un potente ejército, que contaba con 80 000 infantes y 3000 jinetes, y en 398 a. C. decidió desquitarse contra los cartagineses.
Su lucha contra los cartagineses no fue fácil: en la primavera de 405 a. C., fracasó en la protección de Gela y Camarina, dos ciudades vecinas, y tuvo que dar la orden de evacuarlas. En definitiva, no lo hizo mejor que los estrategos a los que había destituido. Los aristócratas siracusanos aprovecharon lo sucedido para intentar derrocarlo. Una primera tentativa fracasó gracias a la intervención de la guardia de corps de Dionisio. Las fuerzas sublevadas, dirigidas por dichos aristócratas, mantuvieron a pesar de todo el asedio de la fortaleza en la que se refugió Dionisio. El tirano hizo fracasar la conspiración llamando en su ayuda a los espartanos. Los aristócratas consiguieron huir a tiempo a la fortaleza del Etna.
Aprovechando una epidemia de peste que se extendió en las filas cartaginesas, concluyó con los púnicos una primera tregua, por la que cedió la parte occidental de la isla. Además, Mesina, Catania, Naxos y los sículos deberían ser «autónomos», es decir, al margen de la hegemonía de Siracusa. 
De esta forma, consiguió expulsar a los púnicos de Sicilia central, persiguiéndolos hasta su base de Motia. Construyó un malecón que le permitió tomar la fortaleza insular con sus ingenios de artillería. Tras la llegada de refuerzos púnicos a Panormo y la construcción de la fortaleza de Lilibea, los cartagineses lograron rechazar a Dionisio hasta Siracusa, poniéndole sitio, que el tirano de Siracusa logró romper más adelante. De esta forma se llegó a un acuerdo de paz en el 392 a. C., por el cual se reconocían sus conquistas en Sicilia central.
Sin embargo, el tratado afianzó la dominación de Dionisio sobre Siracusa. Aprovechó para fortificar la isla de Ortigia. Allí construyó un palacio fortificado para él. Rodeó Siracusa con un recinto fortificado.

## Conquistas
Dionisio se hizo con una clientela al distribuir por lotes las tierras confiscadas a sus enemigos. Mercenarios y esclavos (quizá campesinos dependientes comparables a los ilotas espartanos), se convirtieron así en los nuevos ciudadanos (neapolitai).
Reforzada su posición, decidió restaurar la hegemonía siracusana y puso sitio a la ciudad sícula de Erbesos. Sin embargo, los siracusanos se sublevaron y se aliaron a los conjurados refugiados en el Etna. Dionisio hubo de prometer su partida de Siracusa, para contemporizar: aprovechó para reclutar mercenarios campanios, gracias a los cuales aplastó la rebelión. Mediante traición, recuperó las ciudades de Naxos y Catania, cuyos habitantes fueron reducidos a la esclavitud. Leontino se rindió y sus habitantes fueron deportados a Siracusa, donde no tardaron en recibir la ciudadanía. 
En 399, Mesina y Regio se decidieron a alzarse en armas contra Dionisio, sin éxito. El tirano intentó reconciliarse con Regio por vía matrimonial, pero su oferta fue rechazada. Se casó con una aristócrata de Locros, lo que aisló aún más a Regio.

## Segunda guerra contra Cartago
Desde 397 a. C. y hasta 392 a. C., Dionisio sostuvo una guerra con Cartago. Su intento de expulsar a los cartagineses de la isla de Sicilia falló y, a su muerte, estos eran los amos de al menos un tercio de ella. También realizó una expedición contra Regio, capturándola y atacando a sus ciudades aliadas en Magna Grecia.
Dionisio reemprendió la guerra contra Cartago. Su primera acción fue apoderarse de los bienes de los cartagineses que dejaron en Siracusa y de los barcos fondeados en el puerto. Fue imitado por las otras ciudades sicilianas, lo que le permitió hacerse pasar por el campeón del panhelenismo. En la primavera de 397 a. C., capturó la plaza fuerte de Motia, principal base militar cartaginesa. La ciudad fue arrasada y saqueada. Lo griegos que habían combatido en el bando cartaginés fueron crucificados.
Sin embargo, los cartagineses tuvieron tiempo de lanzar un contraataque. El general Himilcón, a la cabeza de los refuerzos, puso pie en Sicilia, en la ciudad de Panormo. Su flota tomó a continuación Mesina, que fue completamente arrasada. Dionisio fue vencido finalmente a la altura del Cabo Tauromenio por Himilcón. Este último comenzó el sitio de Siracusa, pero una nueva epidemia debilitó a sus tropas, permitiendo a Dionisio retomar la iniciativa.
Se atribuye a Dionisio, con motivo de estas campañas, la introducción en el mundo griego de las embarcaciones conocidas como cuatrirremes y quinquerremes (de más envergadura que las tradicionales trirremes).

## De la dominación de Sicilia hasta su muerte
Con los cartagineses repelidos, el tirano aumentó su influencia hasta las islas del Adriático y la costa italiana. 
A partir de este momento logró extender su poder por el sur de la Magna Grecia, dejando incluso sentir su influencia sobre Epiro. 
En 386 a. C. capturó Regio luego de un prolongado asalto, y vendió a sus habitantes como esclavos. Se unió a los ilirios en el intento de saquear el templo de Apolo de Delfos, saqueó el templo de Caere (que en ese entonces estaba aliada con Roma) en la costa etrusca, y fundó varias colonias militares en el mar Adriático. Durante la guerra del Peloponeso apoyó al bando espartano y los ayudó enviándoles mercenarios.
De esta forma Siracusa alcanzó su máximo momento de esplendor, en torno al año 385 a. C. Su poder le permitió ayudar a su aliada Esparta en las guerras contra Atenas.
En 385 a. C., los habitantes de Molosia fueron atacados por ilirios instigados y ayudados por Dionisio para colocar en el trono a Alcetas (quien estaba exiliado y refugiado en Siracusa). Dionisio planeaba controlar todo el mar Jónico. Esparta intervino tan pronto como tuvo conocimiento de los hechos y expulsaron a los ilirios, quienes eran dirigidos por Bardilis I. Pese a tener la ayuda de 2000 hoplitas griegos y 500 armaduras griegas, los ilirios fueron derrotados por los espartanos bajo el mando de Agesilao II, aunque no sin antes causar estragos en la región y asesinar a 15 000 molosos. Dionisio había fracasado.
La guerra contra Cartago estalló de nuevo entre 383 y 378 a. C., y también en 368 a. C., sin cambios territoriales significativos.
Sin embargo, pronto decidió extender su dominio sobre el resto de Sicilia que aún no estaba bajo su control, tratando de tomar la ciudad de Segesta, que estaba dentro del área de dominación púnica. Así se declaró una nueva guerra entre Siracusa y Cartago, sufriendo una importante derrota cerca de Panormo en 379 a. C. y, tras una breve tregua, una decisiva derrota naval en el sitio de Lilibea, en 368 a. C.
Fomentó la producción de armas y reforzó su ejército. Reclutó ingenieros para inventar nuevas armas, como el gastraphetes, ancestro de la ballesta. Fue en ese momento, según Diodoro Sículo cuando fueron inventadas máquinas emparentadas con la catapulta (perforadora de escudos, literalmente), y descendiente del gastraphetes:
- el oxibeles: especie de gran ballesta colocada sobre un trípode, que lanzaba grandes flechas (de 600 a 800 gramos), que podían atravesar una fila de hombres
- con el mismo principio, pero con un proyectil diferente, el litóbalo enviaba balas de piedra sobre el enemigo.[13]

Para más información, véase Máquinas lanzadoras
Durante una campaña en la que se le unieron los lucanios, devastó los territorios de Turios, en Crotona, con la intención de defender Locros.
Dionisio murió en 367 a. C. (un año después de su derrota en Lilibea), víctima de los abusos en un banquete (posiblemente envenenado) de celebración por su primer premio en el concurso lírico celebrado ese mismo año en Atenas con ocasión de las fiestas Leneas, con el poema El rescate de Héctor. Le sucedió su hijo, Dionisio II el Joven, encargado de firmar la paz con los cartagineses.
Al igual que ocurriría posteriormente con otros emperadores como Alejandro Magno o Augusto, Dionisio es uno de los primeros monarcas en la Antigua Grecia de los que hay constancia de que fueron honrados en vida como un dios.

## Literatura
- La novela histórica "El Tirano" (Il tiranno, 2003) de Valerio Massimo Manfredi está inspirada en la vida de Dionisio I.

| Predecesor: democracia | Tirano de Siracusa 405-367 a. C. | Sucesor: Dionisio II |